# Улица Пудикя
Улица Пу́дикя (латыш. Pudiķa iela) — улица в Видземском предместье города Риги, в микрорайоне Тейка. Начинается от улицы Таливалжа, пересекает улицу Айзкрауклес и заканчивается перекрёстком с улицей Баяру. С другими улицами не пересекается.
На всём протяжении имеет асфальтовое покрытие. Общая длина улицы составляет 562 метра. Общественный транспорт по улице не курсирует.
Застройка преимущественно частная, малоэтажная, сложившаяся с 1930-х годов.

## История
Улица Пудикя была проложена в 1929 году при застройке жилого района, ныне известного как Тейка. Название происходит от личного имени Пудикис (по всей вероятности, в честь героя эпической пьесы Райниса «Индулис и Ария»). Переименований улицы не было.

## Примечательные здания
- Жилые дома № 11 (построен в 1933 г.) и № 24 (1937 г.) являются охраняемыми памятниками архитектуры местного значения, а дом № 26 (1936 г.) — памятником государственного значения[3].